# Errol Kerr

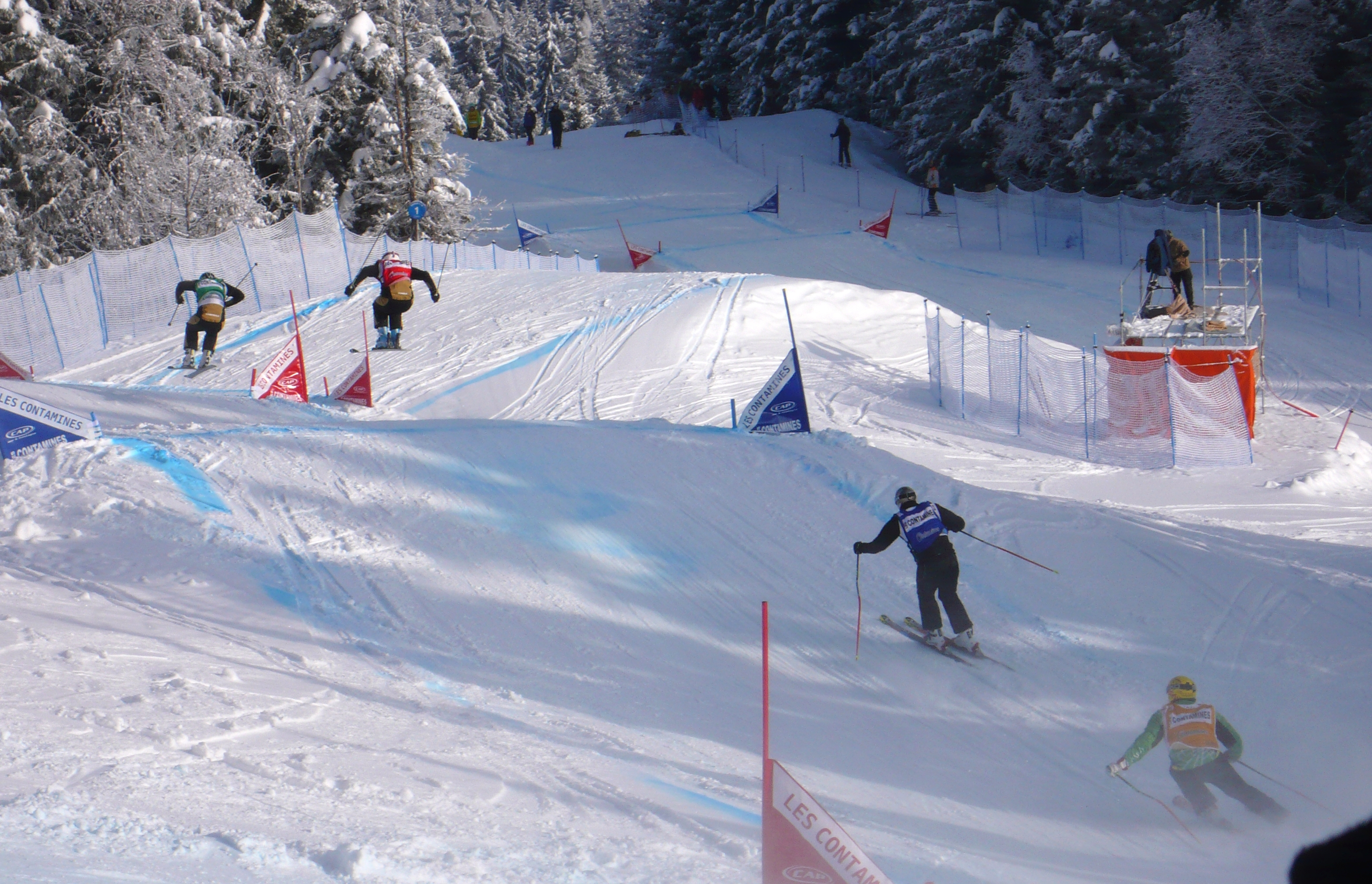
Errol Kerr participando do Campeonato Mundial de Ski Cross de 2010 em Les Contamines-Montjoie.

Errol Kerr (Truckee, 12 de abril de 1986) é um esquiador jamaicano. Nasceu em Truckee, nos Estados Unidos, mas se naturalizou jamaicano para homenagear seu pai, que morreu quando Kerr tinha 14 anos. Competiu pela primeira vez em Jogos Olímpicos em 2010, quando foi o único representante da Jamaica nos Jogos Olímpicos de Inverno de 2010. Competiu na modalidade ski cross, terminando a competição em nono lugar.

## Carreira
Errol Kerr começou a esquiar aos 4 anos e a competir aos 11. Também praticou BMX e motocross, mas mostrou interesse pelo ski cross, e se formou junto à Equipe Americana de Esqui.
Errol estreou na Copa do Mundo em janeiro de 2008, com um décimo segundo lugar em Les Contamines, e terminou em oitavo lugar em Meiringen e Hasliberg em março. Na temporada 2008-09, finalizou em trigésimo lugar na cidade de St. Johann in Tirol e conseguiu o décimo quinto lugar em Lake Placid. No Campeonato Mundial de Ski Cross, Kerr ficou entre os dez primeiros, e conseguiu índice olímpico para competir em Vancouver em 2010.
Nos Jogos Olímpicos de Inverno de 2010, Errol Kerr conseguiu o nono tempo, com 1:13,71 minutos. Nas corridas eliminatórias, Kerr venceu a segunda corrida nas oitavas de finais, mas finalizou em terceiro nas quartas, ficando de fora das fases finais, com o nono lugar no geral. Após a prova, Errol disse que "a pista deveria ser mais difícil para os homens."